# Запод
Запод (також Запот; алб. Zapodi; серб. Запод / Zapod) — село на північному сході Албанії.

## Географія
Входить до складу громади Запод округу Кукес. Розташоване в албанській частині історичної області Гора. Основним населенням є етнічна група горанці. Крім села Шіштевац, горанці в Албанії живуть також в селах Бор'є, Кошаріште, Оргоста, Орешек, Очікле, Пакіша, Шіштевац та Цернолево.
Найближче до Заподу розташовуються села Пакіша, Кошаріште, Очікле і Беля. Два горанські села - Пакіша і Кошаріште - розташовані на схід від Запода, село Очікле, у якому також живуть горанці, - розташоване на північний захід, албанське село Беля - на захід.

## Історія
Після Другої Балканської війни 1913 року частина території Гори, на якій розташоване село Запод, була передана Албанії. У 1916 році під час експедиції в Македонію і Поморав'є село відвідав болгарський мовознавець Стефан Младенов, за його підрахунками в селі в той час було близько 40 будинків.
Згідно з рапортом головного інспектора-організатора болгарських церковних шкіл в Албанії Сребрена Поппетрова, складеним в 1930 році, у селі Запод налічувалося близько 80 будинків.